# 蕭詠萱
蕭詠萱（1996年6月28日—），台灣無黨籍政治人物，現任苗栗縣議員。
出生於臺灣苗栗縣，中華大學企業管理學系碩士畢業。台灣苗栗縣第二十屆縣議員

## 生涯經歷
蕭詠萱出生於苗栗南庄，畢業於中華大學企管系碩士，畢業後返鄉留在頭份市打拼且擁有專業采耳師證書。

## 政治生涯
蕭詠萱2022年首度以無黨籍身分參選苗栗縣第5選區議員選舉，順利當選，並以26歲之齡成為最年輕議員。
參選初心主要是從小耳濡目染爸媽熱心公益的影響，高中開始就會把打工賺來的錢購置生活用品捐贈給弱勢團體，久而久之周遭親朋好友都會相約每年固定添購物資幫助弱勢，因深刻體會許多偏鄉長輩都很需要照顧也缺乏醫療資源和物資，所以決定從政希望能為家鄉帶來改變，為鄉親爭取更多的福利。

## 外部連結
蕭詠萱 苗栗縣議員Facebook粉絲專頁 （页面存档备份，存于）